# Manoel Barral Netto
Manoel Barral Netto (9 de maio de 1953), é um pesquisador brasileiro, membro titular da Academia Brasileira de Ciências (ABC) na área de Ciências Biomédicas desde 6 de maio de 1998 e Membro Titular Fundador da Academia de Ciências da Bahia (ACB) desde 17 de setembro de 2010. No final de 2022, Manoel Barral Netto foi eleito presidente da Academia de Ciências da Bahia (ACB) para um mandato de três anos.
É imunologista e atua na área de imunoparasitologia como pesquisador da FIOCRUZ-Bahia. É professor titular aposentado da Faculdade de Medicina da Bahia (Universidade Federal da Bahia).

## Distinções e Premiações
Comendador da  Ordem Nacional do Mérito Científico (2002);
Elevado à classe de Grã-Cruz da  Ordem Nacional do Mérito Científico (2018).
UNESCO-Equatorial Guinea International Prize for Research in the Life Sciences, UNESCO (2015);
Premio OPAS-ALAI en Inmunologia Experimental, Organização Panamericana de Saúde e Associação Latinoamericana de Imunologia (2022); 
Prêmio Sendas de Saúde - Menção Honrosa (1993); 
Pesquisador do Ano da UFBA, FAPEX (1994); 
Prêmio de Incentivo em Ciência e Tecnologia para o SUS (Orientador na categoria Doutorado), Ministério da Saúde 2010;
Membro Honorário, Sociedade Brasileira de Imunologia (2015);
Premio Presidente Joaquim Vicente Torres Homem, Academia Nacional de Medicina (2023).